# Xã đặc quyền Rutland, Michigan
Xã Rutland (tiếng Anh: Rutland Township) là một xã thuộc quận Barry, tiểu bang Michigan, Hoa Kỳ. Năm 2010, dân số của xã này là 3.987 người.